# Zhong Huandi
Zhong Huandi (chinesisch 鍾 煥娣 / 钟 煥娣, Pinyin Zhōng Huàndì; * 28. Juni 1967 in der Provinz Yunnan) ist eine ehemalige chinesische Langstreckenläuferin.
1987 wurde Zhong Zweite der chinesischen Marathon-Meisterschaft und gewann bei der Universiade in Zagreb die Silbermedaille über 10.000 Meter. Im Jahr darauf belegte sie beim Marathon der Olympischen Spiele in Seoul in einer Zeit von 2:36:02 h den 30. Platz. 1989 wurde sie in Neu-Delhi Asienmeisterin im 3000-Meter-Lauf. Diesen Titel verteidigte sie zwei Jahre später in Kuala Lumpur erfolgreich.
Der endgültige internationale Durchbruch gelang Zhong bei den Asienspielen 1990 in Peking, wo sie die Titel über 3000 und 10.000 Meter errang. Im folgenden Jahr holte sie bei den Weltmeisterschaften 1991 in Tokio mit einer Zeit von 31:35,08 min hinter der Britin Liz McColgan die Silbermedaille über 10.000 Meter. Über dieselbe Distanz wurde sie bei den Olympischen Spielen 1992 in Barcelona Vierte.
1993 wurde sie trotz persönlicher Bestzeit von 2:25:36 h nur Fünfte der chinesischen Marathon-Meisterschaft. Bei den Ostasienspielen in Shanghai holte sie den Titel im 10.000-Meter-Lauf. Einige Monate später gewann sie bei den Weltmeisterschaften in Stuttgart über dieselbe Distanz in 31:12,55 min die Silbermedaille hinter ihrer Landsfrau Wang Junxia. Die Weltmeisterin stellte kurze Zeit später in Peking mit einer Zeit von 29:31,78 min einen herausragenden Weltrekord im 10.000-Meter-Lauf auf. Obwohl Zhong als Zweite des Rennens fast 42 Sekunden Rückstand hatte, blieb sie mit 30:13,37 min noch 0,37 Sekunden unter der alten Rekordmarke der Norwegerin Ingrid Kristiansen.
Zhongs letzter großer internationaler Erfolg war der Sieg im Marathonlauf bei den Asienspielen 1994 in Hiroshima.
1989 wurde sie chinesische Meisterin über 5000 Meter, 1990 über 3000 Meter und von 1989 bis 1992 viermal über 10.000 Meter. 1994 wurde sie als bei der JAAF registrierte Athletin japanische Meisterin über 10.000 Meter.
Zhong ist 1,55 m groß und wog zu Wettkampfzeiten 42 kg. Anders als viele andere erfolgreiche chinesische Läuferinnen ihrer Ära gehörte sie nicht zu den Schützlingen des umstrittenen Trainers Ma Junren.

## Persönliche Bestleistungen
- 3000 m: 8:41,67 min, 13. September 1993, Peking
- 5000 m: 15:05,69 min, 8. September 1993, Peking (Zwischenzeit)
- 10.000 m: 30:13,37 min, 8. September 1993, Peking
- Halbmarathon: 1:11:16 h, 6. Januar 1995, Miyazaki
- Marathon: 2:25:36 h, 4. April 1993, Tianjin